# Loftahammars landskommun
 Loftahammars landskommun var en tidigare kommun i Kalmar län.

## Administrativ historik
Den 1 januari 1863 började kommunalförordningarna gälla och då inrättades cirka 2 500 kommuner (städer, köpingar och landskommuner), tillsammans täckande hela landets yta. I Loftahammars socken i Norra Tjusts härad i Småland inrättades då denna kommun.
Vid den landsomfattande kommunreformen 1952 skedde ingen sammanläggning med annan kommun. Däremot utökades Loftahammars yta genom att ett område innefattande Stora och Lilla Askö, omfattande en areal av 28,79 km², varav allt land, överfördes enligt beslut den 16 mars 1951 från den upplösta Östra Eds landskommun (som samtidigt uppgick i Tjust-Eds landskommun) och Östra Eds församling.
1971 års kommunreform medförde att Loftahammar från det året kom att ingå i Västerviks kommun. 
Kommunkoden 1952-1970 var 0804.

### Kyrklig tillhörighet
I kyrkligt hänseende tillhörde landskommunen Loftahammars församling.

## Kommunvapnet
Blasonering: I blått fält en stolpvis ställd plattfisk av guld med röda fenor och ovanför denna en krona av guld.
Detta vapen fastställdes av Kungl. Maj:t den 16 februari 1951 och avskaffades när kommunen upphörde den 1 januari 1971.

## Geografi
Loftahammars landskommun omfattade den 1 januari 1952 en areal av 149,72 km², varav 147,88 km² land.

### Tätorter i kommunen 1960
I Loftahammars landskommun fanns tätorten Loftahammar, som hade 354 invånare den 1 november 1960. Tätortsgraden i kommunen var då 25,4 procent.

## Politik

### Mandatfördelning i valen 1950-1966
| 5 | 3 | 4 | 8 |

| 20 |

| 6 | 2 | 6 | 6 |

| 20 |

| 6 | 3 | 6 | 5 |

| 19 |

| 6 | 3 | 6 | 5 |

| 18 |

| 6 | 2 | 5 | 1 | 6 |

| 17 | 3 |

| 5 | 6 | 1 | 8 |

| 16 | 4 |

| 6 | 6 | 1 | 7 |

| 17 | 3 |

| 3 | 4 | 6 | 1 | 6 |

| 17 | 3 |